# Eudorylas longicornis
Eudorylas longicornis är en tvåvingeart som beskrevs av Yang och Xu 1998. Eudorylas longicornis ingår i släktet Eudorylas och familjen ögonflugor. Inga underarter finns listade i Catalogue of Life.